# Philadelphia Union
Philadelphia Union – amerykański klub piłkarski, mający swoją siedzibę w satelickim mieście Filadelfii - Chester, grający w najwyższej klasie rozgrywkowej w USA, Major League Soccer.
Philadelphia Union stała się szesnastym zespołem, który dołączył do MLS w roku 2010. Pierwszym trenerem zespołu był Piotr Nowak, który został zwolniony ze swojego stanowiska w czerwcu 2012 roku. Zastąpił go na tym stanowisku jego asystent, John Hackworth.

## Obecny skład
Stan na 7 stycznia 2021
| Nr | Poz. | Piłkarz                    |
| -- | ---- | -------------------------- |
| 1  | BR   | Matt Freese                |
| 2  | PO   | Warren Creavalle           |
| 3  | OB   | Jack Elliott               |
| 5  | OB   | Jakob Glesnes              |
| 7  | NA   | Andrew Wooten              |
| 8  | PO   | José Andrés Martínez       |
| 10 | PO   | Jamiro Monteiro            |
| 11 | PO   | Alejandro Bedoya (kapitan) |
| 12 | BR   | Joe Bendik                 |
| 13 | PO   | Cole Turner                |
| 14 | PO   | Jack de Vries              |
| 15 | OB   | Olivier Mbaizo             |
| 16 | PO   | Jack McGlynn               |
| 17 | NA   | Sergio Santos              |

| Nr | Poz. | Piłkarz          |
| -- | ---- | ---------------- |
| 18 | BR   | Andre Blake      |
| 19 | NA   | Cory Burke       |
| 21 | PO   | Anthony Fontana  |
| 23 | NA   | Kacper Przybyłko |
| 24 | PO   | Matej Oravec     |
| 25 | PO   | Ilsinho          |
| 26 | OB   | Nathan Harriel   |
| 27 | OB   | Kai Wagner       |
| 28 | OB   | Ray Gaddis       |
| 30 | PO   | Paxten Aaronson  |
| 32 | OB   | Matthew Real     |
| 33 | PO   | Quinn Sullivan   |
| 34 | OB   | Brandan Craig    |
| 78 | OB   | Aurélien Collin  |